# Sukawana (Kertajati)
Sukawana is een bestuurslaag in het regentschap Majalengka van de provincie West-Java, Indonesië. Sukawana telt 1929 inwoners (volkstelling 2010).